# Leonard Dobre
Leonard Dobre (n. 16 iunie 1992, București) este un fotbalist român, care evoluează pe postul de atacant la clubul din Liga a II-a, ACS Berceni.